# Técnico assistente (beisebol)
Um número de técnicos assistentes ajudam no bom funcionamento da equipe, auxiliando o treinador.
A equipe é apoiada por dois técnicos em campo quando ao bastão. Eles ficam colocados próximos à primeira e terceira bases para assinalar e direcionar os corredores e rebatedores. Esses técnicos são chamados de técnico de primeira base (first base coach) e técnico de terceira base (third base coach), e se posicionam em áreas técnicas (coach's boxes). O técnico de terceira base normalmente tem mais responsabilidade, porque deve sinalizar rápida e precisamente para o corredor se ele deve tentar anotar numa bola rebatida. Muitas vezes, esses dois técnicos têm outras responsabilidades fora de jogo; não é incomum para um deles servir como instrutor de campo externo (outfield instructor), instrutor de campo interno (infield instructor) ou instrutor de corrimento de bases (baserunning instructor).
Além disso, a equipe pode ter vários outros técnicos especializados em certas disciplinas. Um técnico de arremessadores (pitching coach) orienta e treina os arremessadores. Um técnico de rebatedores (hitting coach) trabalha com os jogadores suas técnicas e formas de rebater. Um técnico de bullpen (bullpen coach) é similar a um técnico de arremessadores, mas trabalha primariamente com os arremessadores reservas no bullpen. Um instrutor de receptores (catching instructor) aconselha os receptores. A posição de técnico de banco (bench coach) é relativamente nova no beisebol. Suas responsabilidades incluem ajudar a preparar as práticas do dia e alongamentos de rotina antes do jogo. Uma vez que a partida começa, o técnico de banco age mais como um assistente do treinador, oferecendo-lhe conselhos situacionais. O técnico de banco também assume os deveres do treinador principal se o mesmo for expulso do jogo. Alguns times empregam em seu pessoal um técnico de força e condicionamento (strength and conditioning coach).
As equipes podem contratar mais de uma pessoa para qualquer posição de treinamento, baseado em suas necessidades. Também podem contratar gente para servir como técnicos gerais ou instrutores sem nenhum título específico, que possam executar um ou mais dos deveres listados acima. Freqüentemente, os técnicos assistentes são ex-jogadores que podem ensinar aos de hoje através de sua experiência.